# Turpinia affinis
Turpinia affinis är en pimpernötsväxtart som beskrevs av Merrill och Perry. Turpinia affinis ingår i släktet Turpinia och familjen pimpernötsväxter. Inga underarter finns listade i Catalogue of Life.